# غايوس يوليوس قيصر (بروقنصل)
```
غايوس يوليوس قيصر
 ( 
حوالي
 140 ق.م - 85 ق.م ) كان 
عضوًا في مجلس الشيوخ الروماني
 ، مؤيدًا لصهر أخيه، 
غايوس ماريوس
، وأب لـ 
غايوس يوليوس قيصر
 . 
```

كان قيصر متزوجًا من أوريليا كوتا (Aurelia Cotta)، أحد أفراد أسرتي أوريلي وروتيلي. كان لديهم ابنتان، تعرفان باسم جوليا الكبرى (Julia Major (sister of Caesar)) وجوليا الصغرى، وابن يسمى غايوس، الذي ولد عام 100 ق.م.  كان شقيق سيكستوس يوليوس قيصر ( القنصل (List of Roman consuls) في 91 قبل الميلاد)  وابن غايوس يوليوس قيصر.

## روابط خارجية
- Livius.org: Gaius Julius Caesar (sr.)